# ورانوویتسه (ناحیه برنو-تسوونتری)
ورانوویتسه (به چکی: Vranovice) یک منطقهٔ مسکونی در جمهوری چک است که در ناحیه برنو-تسوونتری واقع شده‌است. ورانوویتسه ۱۳٫۷۹ کیلومتر مربع مساحت و ۲٬۰۰۲ نفر جمعیت دارد و ۱۷۷ متر بالاتر از سطح دریا واقع شده‌است.